# Rosalie Slaughter Morton
Rosalie Slaughter Morton (Lynchburg, 28 ottobre 1876 – Winter Park, 5 maggio 1968) è stata un medico e chirurgo statunitense.
Fondò l'American Women's Hospital, fu attiva come medico durante la prima guerra mondiale in Serbia e sostenne il coinvolgimento delle donne medico in guerra.
Fu la prima donna membro della Columbia University's College of Physicians and Surgeons e del New York Polyclinic Hospital and Post Graduate Medical School.

## Biografia

### Infanzia e adolescenza
Rosalie Slaughter Morton nacque il 28 ottobre 1876 a Lynchburg, Virginia, da John Favel Slaughter e Mary Haines Harker, donna del sud america appartenente all'ideologia "Quaker". Ebbe cinque fratelli e tre sorelle, due delle quali morirono durante il parto. Il nonno, Robert Harrison, medico laureato all'Università di Pennsylvania ed Edimburgo, fu volontario durante l'epidemia di colera nel New Orleans durante la quale contrasse la malattia e successivamente morì. Questa propensione nei confronti della pratica medica si manifestò subito nella famiglia Morton, in cui due dei cinque fratelli si laurearono in medicina all'Università del Virginia. Da loro la piccola Rosalie imparò molto riguardo alla cura del malato, in quanto durante le visite giornaliere la portavano con sé e le affidavano il compito di sterilizzare gli strumenti, e probabilmente grazie a loro ella manifestò la volontà di iniziare i suoi studi in medicina.
Svolse i suoi studi primari presso una scuola diretta da due donne, Miss Sallie e Miss Mary Manson. All'età di dodici anni seguì gli studi presso la scuola di Hedge Hill, nella Contea di Albemarle (Virginia). Infine ottenne il diploma presso una scuola femminile che mirava all'insegnamento di un'etichetta adeguata alla società dell'epoca, con sede a Baltimora. 
Fu proprio durante l'anno passato a Baltimora che realizzò di voler intraprendere la professione del medico.
(Rosalie Slaughter Morton)
Tuttavia Rosalie incontrò l'opposizione dei propri famigliari, che prospettavano per lei un futuro diverso. Ma la sua determinazione portò la famiglia ad accettare la decisione della figlia, permettendole di frequentare l'università.

### Formazione

#### Women's Medical College
Nel 1893 iniziò i suoi studi presso il Women's Medical College of Pennsylvania, fondato nel 1850 da due donne, Mary Lyon ed Emma Willard. Dopo la laurea (nel 1897) iniziò a lavorare presso l'Alumnae Hospital and Dispensary, un ospedale dedito alla cura di persone meno abbienti, fondato da Amy Barton, professoressa di oftalmologia della Morton.

#### Gli studi in Germania e a Vienna
Nell'estate del 1899, la Morton, con soli seicento dollari, partì per la Germania. Fu la recente morte del fratello (anch'egli medico), che poco prima le aveva proposto di aiutarlo nel suo lavoro a Duluth, che la spinse ad intraprendere questo viaggio con l'intenzione di seguire le orme dei due fratelli,  che seguirono il corso di specializzazione in Europa. Inizialmente visse a Gottinga, dove per i primi due mesi si dedicò ad imparare la lingua. In seguito si spostò a Berlino per iniziare i suoi studi, incontrando non pochi ostacoli legati alla discriminazione sessuale.
(Rosalie Slaughter Morton)
Tra i suoi insegnanti ci furono figure importanti nel panorama medico dell'epoca, quali il Dr. Landau, il Dr. Martin ed il Dr. Olshausen. Altro famoso personaggio che segnò i suoi studi a Berlino fu il microbiologo tedesco Paul Ehrlich, noto per aver scoperto il farmaco in grado di curare la sifilide, il "Salvasaran", professore, nonché amico, della Morton.
Terminato il periodo di studio previsto a Berlino la Morton si spostò a Vienna, dove entrambi i suoi fratelli, laureati in medicina al Virginia Medical School, seguirono il corso di specializzazione. Qui assistette a numerosi interventi ed autopsie, imparò a formulare diagnosi appropriate, e dopo aver familiarizzato con numerose tecniche chirurgiche, decise di dedicarsi alla ginecologia affiancandosi al Dr. Adolf Gusserow, chirurgo ginecologo.

#### Gli studi a Parigi e a Londra
Da Vienna si spostò a Parigi per iniziare uno studio riguardo a casi neurologici. La Morton, infatti, era interessata alla relazione tra problemi di tipo ginecologico e disturbi del sistema nervoso e dell'apparato circolatorio e respiratorio. Ella sviluppò una teoria, che ebbe modo di approfondire durante il periodo parigino, secondo cui uno stile di vita sano, una dieta adeguata ed una maggiore attenzione all'igiene, molte delle malattie ginecologiche femminili potevano scomparire.
Nella capitale francese, l'emancipata dottoressa seguì diversi casi presso il Broca Hospital, il cui primario di chirurgia era il celebre Dr. Pozzi (allievo del Dr. Paul Broca). Qui la Morton affiancò il Dr. Berillon nello studio dell'ipnosi.
Per completare i suoi studi nell'ambito della ginecologia, la Morton si recò a Londra dove entrò a far parte del laboratorio di ricerca del Dr. Arbuthnot Lane.

### Il viaggio in Asia
In seguito si recò India per sei mesi durante i quali assistette il famoso neurochirurgo, il Dr. Victor Horsley, nei suoi esperimenti sulle scimmie che miravano a comprendere come una pressione applicata su diverse zone del cervello, provocava una differente reazione. Fu proprio il Dr. Horsley che convinse la Morton a rimanere in India, una volta terminato il corso di specializzazione durato tre anni, per studiare il terribile morbo che stava devastando la popolazione della suddetta zona: la peste bubbonica. Nel laboratorio del governo britannico ella affiancò il Dr. Waldemar Haffkine nei suoi studi di ricerca che portarono allo sviluppo di un vaccino contro la peste. Dopo aver collaborato, dunque, allo sviluppo del vaccino contro la peste bubbonica, Rosalie si dedicò alla visita di ospedali istituiti da missionari americani in India, tra cui l'ospedale di Madura, Calcutta, Ceylon, Manila e l'Inuvil hospital.
Nel viaggio di ritorno in patria fece una breve sosta in Cina, in Corea dove ammirò il lavoro di volontariato della Dr. Rosetta Hall, ed infine in Giappone.

### Il periodo a Washington e a New York
Dopo gli studi in Europa e le ricerche in Asia, la Morton si stabilì a Washington, dove iniziò a lavorare come chirurgo nel George Washington Hospital e nella 13th Street Clinic, un ospedale fondato nell'intento di curare donne e bambini di strada. A proposito del suo lavoro come chirurgo, ella dice:
(Rosalie Slaughter Morton)
Durante il suo periodo a Washington la giovane dottoressa fu invitata a scrivere un articolo in merito alle sue ricerche in India sulla peste bubbonica ed il vaccino inventato dal Dr. Haffkine. Tale articolo attirò l'attenzione del Dr. Walter Wyman, chirurgo generale della United States of Public Health e del Marine Hospital Service, il quale propose di distribuire varie copie ad ogni porto di quarantena. Nel 1905, la Morton venne dunque spinta a partecipare al Pan-America Medical Congress, tenutosi a Panama, e al congresso dell'American Public Health Association, tenutosi ad Havana, organizzati per discutere sulle malattie tropicali che si stavano diffondendo nei suddetti luoghi.
Tornata a Washington, Rosalie incontrò George B. Morton, un affascinante uomo laureato in legge. I due si sposarono nel 1906 a Lynchburg, seguendo la tradizione di famiglia della Morton, ed in seguito si spostarono a New York dove George lavorava come procuratore.
Nel 1908 rappresentò la Society of Sanitary and Moral Prophylaxis (di cui Rosalie era membro) al National Women's Suffrage Association a Buffalo ed all'International Council of Women a Toronto, in cui ella discusse a proposito delle malattie veneree non solo su base medica, ma anche sociale ed educativa.Nel giugno del 1909, durante in congresso dell'American Medical Association, la Morton propose delle iniziative per la prevenzione di malattie attraverso l'educazione pubblica. Tali iniziative si basavano sulla possibilità di organizzare convegni rivolti a donne ed in particolare a madri, incentrati soprattutto sulla prevenzione di malattie attraverso la diffusione di informazioni riguardo a una corretta igiene. Il progetto andò in porto e il 20 giugno 1909 dottoresse provenienti da New York, New England, New Jersey si riunirono assieme alla Morton per fondare la Public Health Education Committee. Chiesero dunque a tutte le dottoresse d'America (all'incirca seicento) di istituire degli incontri con la popolazione in ogni contea. Tale istituzione riscosse molto successo all'interno dell'American Medical Association e portò alla fondazione del Council on Health and Public Intruction.
Dopo la morte inaspettata del marito, Rosalie iniziò a lavorare come ginecologa presso il New York Polyclinic Hospital. Due anni dopo divenne professoressa in ginecologia e dunque la prima donna ad insegnare all'università di medicina nello stato di New York. Subito dopo pubblicò i lavori di ricerca sviluppati durante il periodo parigino.
Nel giugno del 1916 le fu chiesto di presentare una ricerca al convegno della Carolina del Nord e Carolina del Sud Medical Societies, che mostrava una serie di tecniche operative da lei inventate.
In seguito divenne chirurgo strutturato del College of Physicians and Surgeons. Divenne inoltre la prima donna ad insegnare alla Medical School of Columbia University.

### Volontariato in Terranova e Labrador
Nell’estate del 1915, su consiglio del dr. Wilfred T. Grenfell, Rosalie prese parte a due missioni di volontariato medico e chirurgico a bordo di una nave ospedaliera tra Terranova e Labrador (penisola), in Canada . Approdando nei vari porti, la nave accoglieva a bordo un grande numero di uomini, donne e bambini che necessitavano di cure mediche e chirurgiche. Soltanto tra Trinity Bay e Hopedale curarono 250 pazienti, donando 135 farmaci. Ad ogni villaggio in cui si fermavano, i volontari lasciavano beni di diverso genere come libri, vestiti, cibo e kit di primo soccorso. Grazie a queste missioni di volontariato, Rosalie sviluppò sempre più empatia verso i pazienti, consapevole dell'importanza di conoscere il paziente e non solo la malattia. Viaggiando, ebbe l’opportunità di conoscere le condizioni e lo stile di vita delle popolazioni, accorgendosi che la maggioranza era analfabeta, per cui spesso era necessario conoscere diversi vocaboli nautici in quanto i pazienti, pescatori, descrivevano i sintomi con metafore nautiche. Al ritorno dal volontariato sulla nave ospedaliera, un medico scozzese, Dr. John Grieve, direttore del primo Mission Hospital a Battle Harbor per nove anni, le affidò la direzione del suo ospedale e del suo ambulatorio di zona.

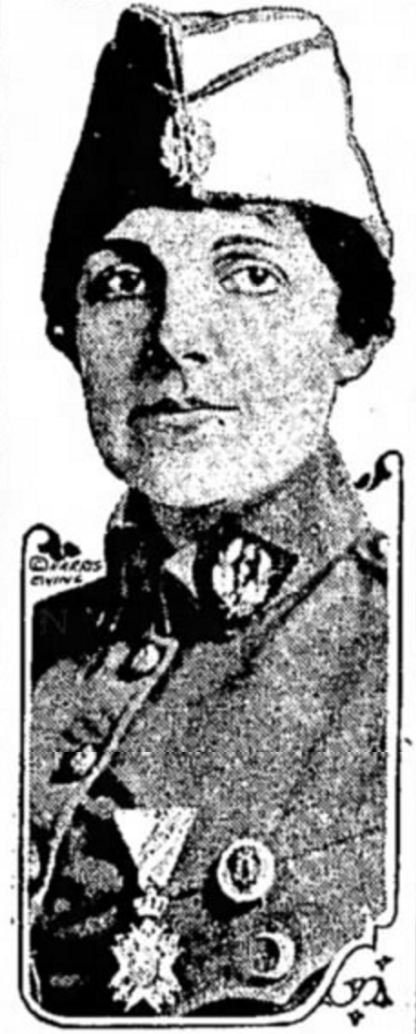
Immagine di Rosalie Slaughter Morton da un articolo del The Indiana Gazette del 1917

### Verso la Grande Guerra
Tornata a New York, riprese il suo lavoro al College of Physician and Surgeons e nella sua clinica, dove aveva 5 assistenti. Tuttavia, l’attività svolta in Canada accese in Rosalie l’entusiasmo per il volontariato. Nell’inverno 1915-1916, avendo sentito delle atrocità riguardo alla Prima Guerra Mondiale in Serbia, decise di partire, nella primavera del 1916, per portare all’esercito serbo 60 casse di approvvigionamenti, in qualità di “special commissioner” della Croce Rossa Americana. Tuttavia, i rifornimenti seguivano un percorso burocraticamente lento per arrivare in Serbia, così, nell’attesa, Rosalie si recò in Inghilterra per conoscere il lavoro delle donne locali durante la guerra. Le vennero mostrati, grazie a delle vecchie amicizie, l'organizzazione negli ospedali e l'adattamento di case private a ospedali di guerra. In una Inghilterra senza uomini, il fatto che tutti gli ospedali e le organizzazioni erano rette esclusivamente da donne constatò l'alta efficienza delle donne al pari degli uomini. Dopo due settimane in Inghilterra, partì per Parigi per ricevere il carico merci da destinare alla Serbia, anche se, essendo una donna non accompagnata, esitarono all’inizio nel darle il permesso di ritirare il carico. Nel frattempo, Rosalie colse l’occasione per osservare e imparare dai francesi i metodi di organizzazione degli ospedali di guerra, da cui rimase molto affascinata. Nelle tre settimane di permanenza a Parigi, assistette i medici sulle ambulanze al Gare Du Nord. Finalmente, all’arrivo delle merci, partì da Tolone verso il Fronte di Salonicco.

#### Sul fronte Macedone
Arrivati al fronte, nelle due settimane successive Morton accompagnò il Generale Ruotte nel suo giro di ispezione di tutti gli ospedali del fronte, che formò per Rosalie la sua esperienza più vivida degli orrori della guerra, tra tantissimi feriti, corpi mutilati e la nuda bruttezza delle trincee. Prima di andare a lavorare in un ospedale inglese con il Generale Whitehead, capo dei Servizi Medici dell’Esercito Inglese, scelse di visitare tutti gli ospedali al fronte per conoscere i metodi dei medici di ogni esercito: tra tutti i francesi erano i più efficienti. Ai medici serbi arrivarono altre scorte dall’Inghilterra e anche dall’America, grazie alle donne conosciute da Rosalie mesi prima tra gli ospedali. Sebbene il compito di Rosalie fosse soltanto quello di portare i rifornimenti e di ricevere una ricevuta, le venne lasciata la libertà di svolgere anche un servizio medico e chirurgico, che, essendo a sue spese, le apriva le porte in ogni ospedale, essendo tutti gli ospedali a corto di personale. Lei scelse di dedicare il suo lavoro all’ospedale da campo di Sedes in Macedonia, per aiutare i serbi a recuperare la salute e riconquistare la propria nazione. Nel loro ospedale a tenda tenevano in cura ben tre mila uomini. Tuttavia l’organizzazione era ben programmata e ciò rendeva l’assistenza coordinata ed efficiente nonostante fossero solo sette medici. Curarono diverse epidemie, tra cui la febbre tifoide e la dissenteria, ma la peggiore a causa della stagione estiva fu la malaria, per la quale mancavano anche dei semplici insetticidi. Mentre la malattia colpiva gli uomini uno ad uno, si accorsero che il trattamento ordinario di chinino non aveva effetto. Analizzarono, allora, periodicamente il sangue di ognuno dei malati e, appena la temperatura cominciava a scendere, somministrarono una grande dose di chinino per impedire la crescita di nuovi microorganismi. Studiando le variazioni di temperatura in relazione alla dose somministrata, riuscirono a debellare la malaria e gli uomini poterono tornare in trincea. La guerra portò in Serbia il tifo non solo tra i soldati ma anche tra i civili. Vennero infatti medici dalla Russia, dalla Polonia e dagli Stati Uniti per aiutare i serbi a prevenirne la diffusione. Nell’assistere l’esercito, Rosalie si affezionò al popolo serbo che pagava le conseguenze atroci della guerra.

### American Women's Hospital
In autunno 1916 tornò a New York, con l’intenzione tuttavia di ritornare in Serbia per costruire un ospedale militare: l’American Women’s Hospital. Pertanto consultò il console generale francese M. Gaston Liebert e il console generale serbo Pavlovitch che approvarono entrambi il suo progetto, la cui preparazione si svolse nell’inverno tra il 1916 e 1917. Nel frattempo, continuò a lavorare alla clinica e a raccogliere donazioni per vestiti, cibo e medicine per la Serbia. Subito dopo l’entrata degli Stati Uniti in guerra nell’aprile del 1917, si svolse a New York il secondo incontro annuale del Medical Women’s National Association a giugno con l’intento di discutere il lavoro medico femminile nella Grande Guerra e la collaborazione con altre associazioni. A Rosalie fu chiesto pronunciare un discorso su “The Work of Women Physicians and Surgeons in the European War” nel quale affrontò la gangrena gassosa e i suoi trattamenti usando la cosiddetta soluzione di Dakin-Carrel, un disinfettante a base di ipoclorito di sodio per le ferite. La presidentessa Dr. Bertha Van Hoosen e altre colleghe le proposero la presidenza dell’appena formata War Service Committee. Rosalie si trovò, però, costretta a rifiutare l'offerta per portare a termine il progetto del Women’s Hospital of American Doctors. Organizzare il lavoro da casa era sicuramente meno remunerativo e soddisfacente del lavoro al fronte. Pertanto, in presenza di altre trecento donne, Van Hoosen le assicurò di ricevere il sostegno e l’assistenza di ogni donna medico. Vennero spediti dei moduli di registrazione ad ognuna delle cinquemila donne iscritte all’American Medical Association, che vennero assegnate, poi, tra gli ospedali. La causa fu accolta anche da amiche e pazienti che donarono ciò che poterono: chi un’ambulanza, chi provviste e chi mise a disposizione delle stanze. Il loro intento non era solo quello di aiutare l’esercito, ma anche di prendersi cura dei civili:
(Rosalie Slaughter Morton)
Rosalie, infatti, riuscì a coinvolgere centinaia di persone delegando e incaricando ogni compito: disegnò il logo con un orefice, le uniformi con il capo di un dipartimento di Abercrombie & Fitch, costruì un laboratorio su un camion con l’aiuto di idraulici, raccolse donazioni da colleghi, cooperando con ufficiali militari e altre organizzazioni, tra cui la National Society of Patriotic Women, di cui era anche socio fondatore, e l’American Fund for French Wounded. Inoltre, Rosalie cominciò a tenere delle conferenze cinque sere alla settimana per raccogliere ulteriori soldi, necessari per il viaggio fino in Serbia. Ogni settimana, infine, doveva recarsi a Washington dal momento che fu designata, dal generale e chirurgo Gorgas, come membro del “Medical Board of the National Council of Defense” per rappresentare ufficialmente tutte le donne medico-chirurghe negli Stati Uniti. Fu chiesto ad ogni donna nel campo medico la disponibilità di prestare servizio medico per la guerra. Così delle seimila donne contattate, circa il 40% partirono in due settimane, superando gli uomini per numero e prontezza. Con l’aumentare delle richieste, fu evidente la necessità di fornire anche alle donne un addestramento militare. La prima lezione dell’Army Medical School a Washington iniziò il 1 Novembre, 1917 con 20 studenti: queste furono le prime donne ammesse nella storia.

Avviato il progetto, Morton, tuttavia, non smise di dedicarsi al suo lavoro come capo della clinica ginecologica del “New York Polyclinic Hospital and Post-Graduate Medical School”, come associato della clinica chirurgica al “College of Physicians and Surgeons of Columbia University” e al “Beekman Street Hospital” e nel suo ufficio privato. L’adesione femminile alla guerra cominciò ad assumere dimensioni notevoli: la “Committee of Women Physicians” arrivò a rappresentare a Washington 8600 donne statunitensi nel campo medico, molte delle quali iniziarono a coprire ruoli sempre più importanti e prestigiosi. Anche se il coinvolgimento delle donne era iniziato per necessità di guerra, era chiaro che, al termine della guerra, il movimento femminile non si sarebbe arrestato, ma avrebbe continuato a crescere esponenzialmente. L’American Women’s Hospital, di cui Rosalie era presidentessa, cominciò, così, ad alzare dissensi tra gli ufficiali di Washington.
(Rosalie Slaughter Morton)
La determinazione di Rosalie e di tutte le donne fu decisiva nel portare a termine il progetto: il 14 ottobre 1917 riuscirono a mandare la prima unità di sole donne in Francia. Un altro traguardo per Rosalie arrivò nel 1918 con l’elezione a presidentessa del Women’s Medical Association di New York, che contribuì ad accelerare la collaborazione con la Croce Rossa Americana.

### Gli anni dopo la Grande Guerra

#### Instituzione della International Serbian Education Committe
La dottoressa Morton si occupò anche dell’istruzione dei giovani serbi, che avevano appena visto la distruzione dell’Università di Belgrado. Pertanto, con la formazione dell’International Serbian Education Committee, Morton riuscì a far stanziare borse di studio da 9 college negli Stati Uniti e dall’Università de L'Avana a Cuba, con l’intenzione di portare ragazze e ragazzi in America per un’istruzione migliore, a condizione di tornare in Jugoslavia per partecipare attivamente alla ricostruzione del paese post-bellico. 

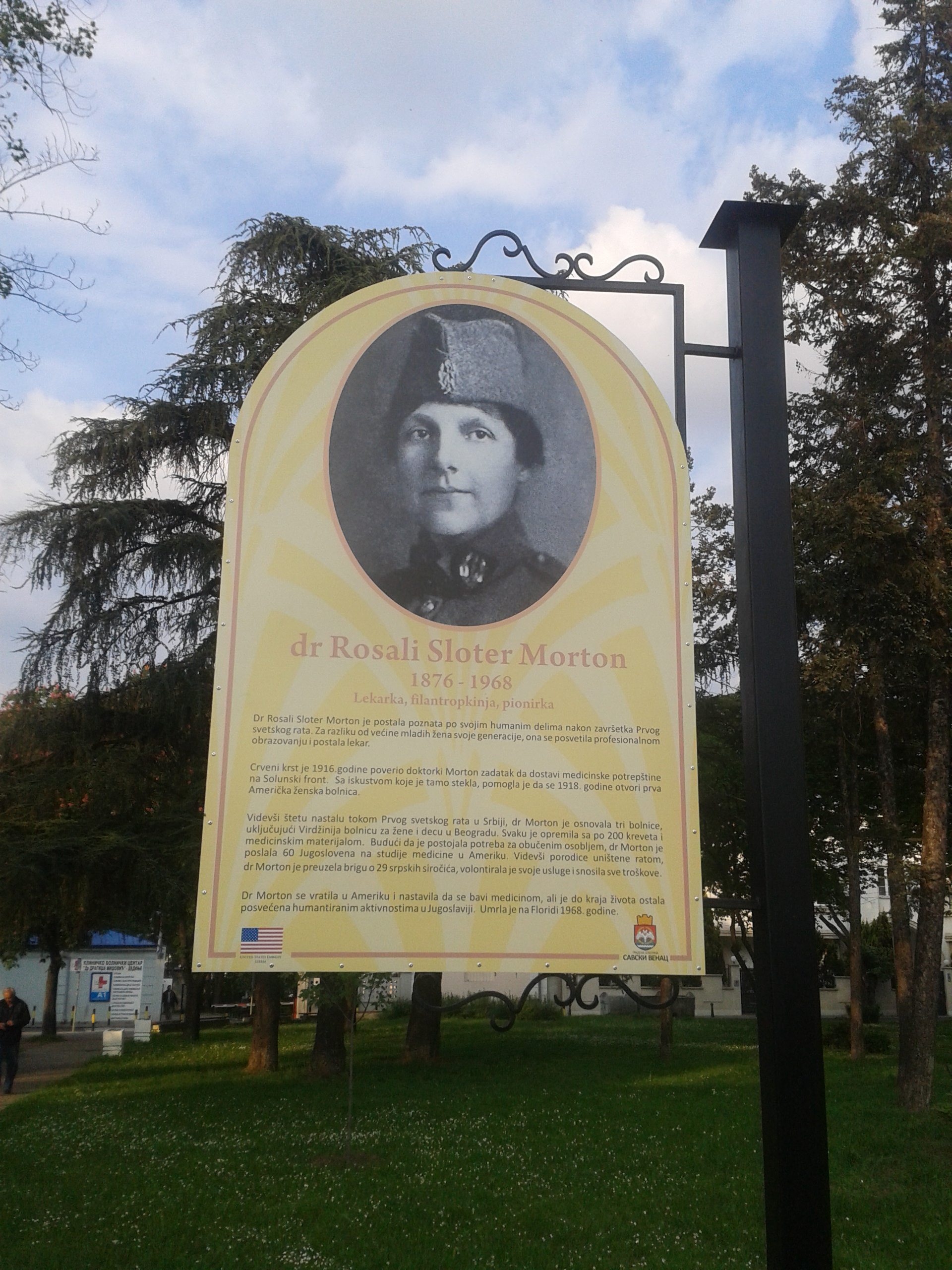
Targa del Rosalie Morton Park a Belgrado

Sessantuno giovani arrivarono così negli Stati Uniti nell’autunno del 1919, di questi i due terzi tornarono laureati in Serbia, dopo quattro anni. Rosalie rimase in contatto con ognuno di loro, considerandoli suoi figli. Era per lei una grande gioia vedere che, dopo 8 anni, i ragazzi erano diventati ingegneri, medici, chirurghi, dentisti, diplomatici, imprenditori e insegnanti brillanti, ognuno con un dignitoso lavoro, con una famiglia e dei figli. Ognuno contribuiva, in forme e misure diverse, al futuro della Serbia. Sebbene fosse dispiaciuta che con la morte prematura del marito non riuscì ad avere figli, la dedizione di Rosalie venne ripagata dai suoi 61 figli adottivi. Il sindaco di Belgrado le dedicò anche una strada in suo nome, la Dr. Rosalie Morton Street.

#### Società delle Nazioni
Al ritorno a New York, riprese la sua pratica medica, divisa tra “Surgical Clinic” al “College of Physicians and Surgeons”, il Beekman Downtown Hospital e il Pan-American Hospitals. Contribuì, inoltre, all'invenzione di 10 strumenti chirurgici. Negli anni successivi, su richiesta del New York State Board of Health del University of the State of New York, si dedicò a tenere lezioni e conferenze a ragazzi e ragazze a New York e in tutto lo stato. Tuttavia, il suo impegno politico non si fermò: nel 1924 si recò a Lione, in Francia, come delegata dell’ ”American Society for the Promotion of the League of Nations” per un convegno mondiale a favore della Società delle Nazioni. Come medico, si interessò in particolar modo all’organizzazione sanitaria, di cui il 65.2% delle spese fu coperto dagli Stati Uniti grazie alla Rockefeller Foundation. Al contrario, il comportamento degli altri delegati, dominati dall’egoismo e dall’odio, ruppe le speranze di Rosalie di pace e cooperazione post-bellica.

#### Viaggio in Sudafrica
Non avendo mai preso una pausa dal Pan-Pacific Congress in Australia del 1923, Rosalie decise di andare a trovare due cugine a Johannesburg, in Sudafrica. Perciò, il 16 giugno del 1926 partì con l’amica Elizabeth Morris verso Cape Town. Arrivate a Johannesburg, ebbero il piacere di essere invitate a pranzo dal Generale Jan Smuts e sua moglie in Pretoria. In realtà, l’obiettivo principale del viaggio era studiare le condizioni di lavoro nelle miniere di diamanti e oro e l’ospedalizzazione dei lavoratori in Sudafrica, che trovò inadeguate e primitive.

#### Ritorno a New York
Rosalie, mentre continuava il suo lavoro ordinario, si dilettò nell’organizzare feste nella sua casa di New York per mantenere le amicizie formatesi nel corso degli anni, invitando anche personalità del calibro di Alexis Carrel, Hideyo Noguchi, Amelia Earhart e William H. Park. Rosalie aveva acquisito una tale notorietà, tanto che il 17 aprile 1926 la “National Society of Patriotic Women of America” piantò un albero di quercia a Central Park. Alla cerimonia parteciparono diverse associazioni tra cui la Croce Rossa, la Women’s Overseas Service League e la Society of Virginia Women in New York. Diverse importanti figure del panorama medico si congratularono con lei e tennero discorsi. In particolare, Dr. WIlfred T. Grenfell raccontò del volontariato svolto prima della guerra in Labrador ringraziando Rosalie per “aver piantato sulla Costa del Labrador alberi di gentilezza che hanno sostenuto le foglie della guarigione”, mentre Dr. John Colin Vaughn disse che il suo lavoro chirurgico e il suo insegnamento alla Vanderbilt Clinic sono stati uno dei fattori che ha contribuito ad aprire la Columbia University alle studentesse di medicina.

### Malattia e trasferimento in Florida
Un giorno, tornando dall’evento di beneficenza del Veterans of Foreign Wars al Madison Square Garden, fu colpita da una polmonite. Durante la convalescenza, fu invitata da Hamilton Holt, rettore del Rollins College, a ricevere a Winter Park la laurea honoris causa a Dottore in Scienze Umanistiche. Qui le fu proposto di continuare la pratica medica nella città di Winter Park, in quanto non vi era neanche una donna medico in tutto la parte settentrionale dello stato. Pertanto, con l’opportunità di approfondire la sua conoscenza in endocrinologia e in medicina preventiva, si trasferì nella piccola cittadina della Florida, tornando in estate a New York. Si interessò in particolar modo allo studio e alla cura dell’artrite nei successivi sei anni, continuando a tenere lezioni e conferenze.
Dopo aver compiuto un ultimo viaggio in Iran per conoscere la condizione delle donne locali, si ritirò definitivamente a Winter Park dove morì il 5 maggio del 1968.

## Riconoscimenti
- 1916, Chevalier of the Order of St. Sava, Yugoslavia.
- 1917, Medal of Mercy, Yugoslavia.
- 1917, Kosovo Medal, Yugoslavia.
- 1918, Serbian Red Cross, Yugoslavia.
- 1918-1919, Cross of Charity, Yugoslavia.
- 1919, Commander of the Order of St. Sava, Yugoslavia.
- 1920, Medal of Veterans of Foreign Wars, Stati Uniti.
- 1922, French Medaille d'Honneur, Francia.
- 1923, Conspicuous Service Cross of the State of New York, Stati Uniti.
- 1928, Palme Academique, Francia.

## Scritti principali
- Rosalie Slaughter Morton - A Woman Surgeon: The Life and Work of Rosalie Slaughter Morton (1937) Frederick A. Stokes Company, New York.[48][49]
- Rosalie Slaughter Morton - A Doctor's Holiday in Iran (1940) Funk and Wagnalls Company, New York e Londra[50]